# Campeonato Baiano de Futebol de 2013 - Segunda Divisão
A Segunda Divisão do Campeonato Baiano de Futebol de 2013 será a quadragésima quarta edição da competição. Terá início no dia 27 de abril e terá seu encerramento no dia 28 de julho. O campeão e o vice-campeão garantirá vaga na Primeira Divisão do Campeonato Baiano de 2014.

## Regulamento
Os dez clubes se dividem em dois grupos de cinco, dentro de seus respectivos grupos, todos se enfrentam em jogos de ida e volta, classificando-se à fase de mata-mata os dois melhores de cada grupo. Na fase final, organizada em mata-mata, haveria jogos de ida e volta pelas semifinais e, posteriormente, pela final. O 1° colocado do grupo 1 enfrentaria o 2° melhor colocado do grupo 2 em jogos de ida e volta, e o 1° colocado do grupo 2 enfrentaria o 2° colocado do grupo 1 também em jogos de ida e volta. Na final, quem fez a melhor campanha de todo o campeonato joga a partida decisiva dentro de casa. A equipe de melhor campanha na competição tem a vantagem de jogar as finais por dois resultados iguais. [carece de fontes?]

## Clubes participantes
| Clube                | Cidade           | Estádio usado         | Em 2012        | Títulos (mais recente) |
| -------------------- | ---------------- | --------------------- | -------------- | ---------------------- |
| Astro                | Feira de Santana | Mariano Santana       | 6°             | 0 (não possui)         |
| Camaçari             | Camaçari         | Carneirão             | não participou | 0 (não possui)         |
| Catuense             | Catu             | Carneirão             | não participou | 0                      |
| Colo Colo            | Ilhéus           | Mário Pessoa          | 3°             | 1 (1999)               |
| Flamengo de Guanambi | Guanambi         | 2 de Julho            | não participou | 0                      |
| Galícia              | Salvador         | Pituaçu               | 5°             | 2 (1985)               |
| Ipitanga             | Lauro de Freitas | Gerino de Souza Filho | 8°             | 1 (2004)               |
| Itabuna              | Itabuna          | Luiz Viana Filho      | não participou | 1 (2002)               |
| Jequié               | Jequié           | Waldomiro Borges      | 7º             | 0                      |
| Ypiranga             | Salvador         | Pituaçu               | 4°             | 2 (1990)               |

## Primeira fase
Para ler a tabela, a linha horizontal representa os jogos da equipe como mandante. A coluna vertical indica os jogos da equipe como visitante.
     Vitória do mandante
     Vitória do visitante
     Empate

### Classificação e jogos

#### Grupo 1
| Pos. | Equipe   | Pts | J | V | E | D | GP | GC | SG |
| ---- | -------- | --- | - | - | - | - | -- | -- | -- |
| 1    | Galícia  | 13  | 8 | 4 | 1 | 3 | 10 | 9  | +1 |
| 2    | Catuense | 13  | 8 | 4 | 1 | 3 | 9  | 8  | +1 |
| 3    | Camaçari | 13  | 3 | 4 | 1 | 3 | 11 | 12 | -1 |
| 4    | Ypiranga | 11  | 8 | 3 | 2 | 3 | 13 | 7  | +6 |
| 5    | Ipitanga | 7   | 3 | 2 | 1 | 5 | 7  | 14 | -7 |

|          | CAM | CAT | GAL | IPI | YPI |
| -------- | --- | --- | --- | --- | --- |
| Camaçari | —   | 0–1 | 1–0 | 4-0 | 1–4 |
| Catuense | 1–2 | —   | 1–2 | 1–2 | 1–0 |
| Galícia  | 1–1 | 1–2 | —   | 1–0 | 0–3 |
| Ipitanga | 1–2 | 1–2 | 0–3 | —   | 3–1 |
| Ypiranga | 4–0 | 0–0 | 1–2 | 0–0 | —   |

#### Grupo 2
| Pos. | Equipe               | Pts | J | V | E | D | GP | GC | SG |
| ---- | -------------------- | --- | - | - | - | - | -- | -- | -- |
| 1    | Itabuna              | 15  | 8 | 5 | 0 | 3 | 11 | 5  | +6 |
| 2    | Flamengo de Guanambi | 14  | 8 | 4 | 2 | 2 | 13 | 9  | +4 |
| 3    | Colo Colo            | 13  | 8 | 4 | 1 | 3 | 11 | 8  | +3 |
| 4    | Jequié               | 9   | 8 | 2 | 3 | 3 | 9  | 13 | -4 |
| 5    | Astro                | 5   | 8 | 1 | 2 | 5 | 5  | 14 | -9 |

|                      | AST | COL | FLG | ITA | JEQ |
| -------------------- | --- | --- | --- | --- | --- |
| Astro                | —   | 1–2 | 1–4 | 0–1 | 2–1 |
| Colo Colo            | 1–1 | —   | 1–0 | 0–2 | 5-0 |
| Flamengo de Guanambi | 2–0 | 1–0 | —   | 2–1 | 1–1 |
| Itabuna              | 3-0 | 2–0 | 2–0 | —   | 0–1 |
| Jequié               | 0–0 | 1–2 | 3–3 | 2–0 | —   |

### Classificação geral
|  |

|  |                                                                           |
|  | Classificados à primeira divisão do Campeonato Baiano de Futebol de 2014. |
|  | Rebaixados ao Torneio Seletivo à Segunda Divisão de 2014.                 |

## Fase final
|  | Semifinais           | Semifinais | Semifinais | Semifinais |   |         | Final | Final | Final | Final |
|  |                      |            |            |            |   |         |       |       |       |       |
|  | Galícia              | 0          | 4          | 4          |   |         |       |       |       |       |
|  | Flamengo de Guanambi | 1          | 1          | 2          |   |         |       |       |       |       |
|  | Flamengo de Guanambi | 1          | 1          | 2          |   | Galícia | 2     | 2     | 4     |       |
|  |                      |            |            |            |   | Galícia | 2     | 2     | 4     |       |
|  |                      | Catuense   | 1          | 0          | 1 |         |       |       |       |       |
|  | Itabuna              | Catuense   | 1          | 0          | 1 | 0       | 1     | 1     |       |       |
|  | Itabuna              |            |            |            |   | 0       | 1     | 1     |       |       |
|  | Catuense             | 3          | 0          | 3          |   |         |       |       |       |       |

### Jogos
| Fase       | Mandante             | Placar | Visitante            | Estádio          | Data        |
| ---------- | -------------------- | ------ | -------------------- | ---------------- | ----------- |
| Semifinais | Flamengo de Guanambi | 1 – 0  | Galícia              | 2 de julho       | 07 de julho |
| Semifinais | Catuense             | 3 – 0  | Itabuna              | Carneirão        | 07 de julho |
| Semifinais | Galícia              | 4 – 1  | Flamengo de Guanambi | Pituaçu          | 13 de julho |
| Semifinais | Itabuna              | 1 – 0  | Catuense             | Luiz Viana Filho | 14 de julho |
| Final      | Catuense             | 1 – 2  | Galícia              | Carneirão        | 20 de julho |
| Final      | Galícia              | 2 – 0  | Catuense             | Pituaçu          | 27 de julho |

| Campeão Baiano de 2013 da Segunda Divisão |
| ----------------------------------------- |
| Galícia (3° título)                       |